# Orthotylus dodgei
Orthotylus dodgei är en insektsart som beskrevs av Van Duzee 1921. Orthotylus dodgei ingår i släktet Orthotylus och familjen ängsskinnbaggar. Inga underarter finns listade i Catalogue of Life.